# جورج صباغ
جورج صباغ (18 أغسطس 1887 - 20 ديسمبر 1951) رسام مصري - فرنسي، يعد من الفنانين المصريين القلائل ممن لهم لوحات منتشرة في متاحف العالم.

## حياته
ولد في 1887 لعائلة كاثوليكية ثرية من أصول سورية كانت تعيش في الإسكندرية. درس في مدرسة الآباء اليسوعيين الفرنسية في القاهرة، ثم أرسله والده حنّا الصباغ أحد المعنيين بمشروع التطوير العمراني لهليوبوليس، عام 1906 إلى باريس في سن التاسعة عشرة لدراسة القانون والسكن مع أخته. واصل الحياة في باريس حيث احترف بعد ذلك مهنة الرسم الملون.